# Georges de Beauregard
Georges de Beauregard (* 23. Dezember 1920 in Marseille, Bouches-du-Rhône; † 10. September 1984 in Paris) war ein französischer Filmproduzent. Er gilt als Wegbereiter des Nouvelle Vague und war bekannt für seinen Enthusiasmus und seine Risikobereitschaft in finanzieller Hinsicht.

## Biografie
Nach seinem Jura-Studium und dem Militärdienst während des Zweiten Weltkrieges arbeitete de Beauregard zuerst als Geschäftsmann und als Journalist. 1947 begründete er die Agence Universel Presse. 1951 kam er als Vertriebshändler zum Film. Als Produzent arbeitete de Beauregard ab 1955 zuerst in Spanien. In Zusammenarbeit mit dem Regisseur Juan Antonio Bardem produzierte er die berühmten gesellschaftskritischen Filme Der Tod eines Radfahrers und Hauptstraße.
Nach seiner Rückkehr in sein Heimatland Frankreich kam er mit Jean-Luc Godard in Kontakt. Mit ihm als Regisseur sowie Jean-Paul Belmondo und Jean Seberg in den Hauptrollen produzierte de Beauregard 1960 Außer Atem. Der Gangsterfilm wurde ein Welterfolg und de Beauregard Godards Stammproduzent. In Richard Linklaters Film „Nouvelle Vague“ (2025), in dem es um die Produktion von „Außer Atem“ geht, wurde de Beauregard von dem elsässischen Schauspieler Bruno Dreyfürst dargestellt.
Zudem gelang es dem Produzenten, einige vielversprechende junge Talente des französischen Films zu fördern. Unter ihnen Claude Chabrol, Eric Rohmer, Jacques Rivette und Jean-Pierre Melville. 1968 wurde de Beauregard in die Jury der Berlinale berufen. Kurz vor seinem Tod wurde sein Lebenswerk von der französischen Film-Akademie mit einem Ehren-César ausgezeichnet.
In dem Spielfilm Nouvelle Vague (2025) über die Entstehung von Außer Atem wird Beauregard von Bruno Dreyfürst gespielt.

## Filmografie (Auswahl)
- 1955: Der Tod eines Radfahrers (Muerte de un ciclista) – Regie: Juan-Antonio Bardem
- 1956: Hauptstraße (Calle Mayor)
- 1958: Der Paß des Teufels (La Passe du diable) – Regie: Jacques Dupont und Pierre Schoendoerffer
- 1959: Außer Atem (À bout de souffle)
- 1960: Adieu Philippine
- 1961: Lola, das Mädchen aus dem Hafen (Lola) – Regie: Jacques Demy
- 1961: Eine Frau ist eine Frau (Une Femme est une femme) – Regie: Jean-Luc Godard
- 1961: Eva und der Priester (Léon Morin, prêtre)
- 1962: Mittwoch zwischen 5 und 7 (Cléo de 5 à 7)
- 1962: Das Auge des Bösen (L'Œil du Malin)
- 1962: Der Teufel mit der weißen Weste (Le Doulos)
- 1963: Der kleine Soldat (Le petit soldat)
- 1963: Der Frauenmörder von Paris (Landru)
- 1963: Die Karabinieri (Les Carabiniers) – Regie: Jean-Luc Godard
- 1963: Die Verachtung (Le Mépris) – Regie: Jean-Luc Godard
- 1965: Die 317. Sektion (La 317e section) – Regie: Pierre Schoendoerffer
- 1965: M. C. contra Dr. Kha (Marie-Chantal contre le Docteur Kha) – Regie: Claude Chabrol
- 1965: Elf Uhr nachts (Pierrot le fou) – Regie: Jean-Luc Godard
- 1966: Die Nonne (La religieuse) – Regie: Jacques Rivette
- 1966: Paras – Goldraub in der Luft (Objectif 500 millions)
- 1967: Die Sammlerin (La Collectionneuse)
- 1967: Lamiel – ich liebe die Liebe (Lamiel)
- 1969: Bäumchen, Bäumchen, wechsle dich (Quarante-huit heures d'amour)
- 1970: Blacky – Abenteuer eines Ausreissers (Le petit bougnat) – Regie: Bernard Toublanc-Michel
- 1970: Atlantic Wall (Le mur de l'Atlantique) – Regie: Marcel Camus
- 1972: Ein charmanter Gauner (Le bar de La Fourche) – Regie: Alain Levent
- 1973: Der Abbé und die Liebe (Prêtres interdits)
- 1975: Numero 2 (Numéro deux) – Regie: Jean-Luc Godard
- 1977: Der Haudegen (Le Crabe-Tambour) – Regie: Pierre Schoendoerffer
- 1980: Operation Leopard (La Légion saute sur Kolwezi) – Regie: Raoul Coutard
- 1980: Das Traumpferd (Le cheval d'orgueil) – Regie: Claude Chabrol
- 1982: Die Ehre eines Kapitäns (L'honneur d'un capitaine) – Regie: Pierre Schoendoerffer